# Selen
Selen (chemická značka Se, latinsky selenium) je polokov ze skupiny chalkogenů, významný svými fotoelektrickými vlastnostmi.

## Základní fyzikálně-chemické vlastnosti
Selen je poměrně vzácný prvek, byl objeven roku 1817 Jönsem Jacobem Berzeliem. Elementární selen se vyskytuje v několika krystalických formách, jejichž barva je buď šedá nebo tmavě červená. Je prakticky nerozpustný ve vodě, poměrně dobře se rozpouští v sirouhlíku. V přírodě se vyskytuje nejméně v šesti alotropických modifikacích, ve třech červených monoklinických (jednoklonných) formách, v krystalické šedé, hexagonální (šesterečné) formě pak jako černý sklovitý selen.

## Výskyt a výroba

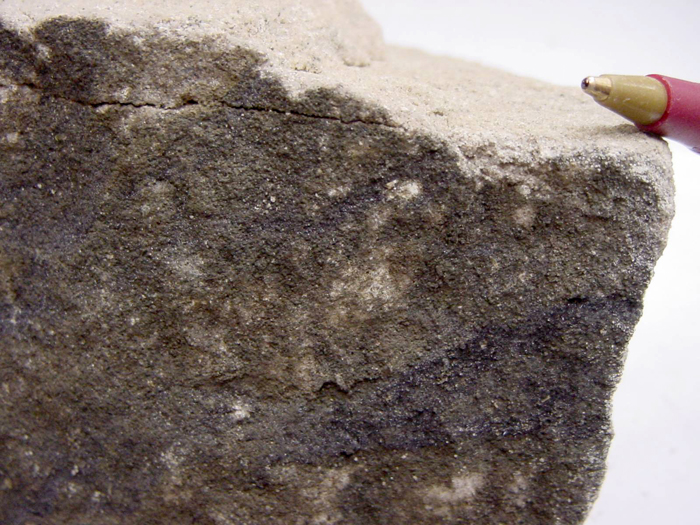
Přírodní selen

Selen obvykle doprovází síru a tellur v jejich rudách. Je proto také obvykle získáván z odpadů po spalování síry při výrobě kyseliny sírové nebo ze zbytků po elektrolytické výrobě mědi ze sulfidických rud. Relativní zastoupení selenu v zemské kůře i ve vesmíru je velmi nízké. V zemské kůře je selen přítomen v koncentraci 0,005–0,09 ppm (mg/kg).
V mořské vodě je jeho koncentrace na hranici měřitelnosti analytickými technikami, obvykle je uváděna hodnota 0,09 mikrogramů/l. Předpokládá se, že ve vesmíru na 1 atom selenu připadá půl miliardy atomů vodíku. Elementární selen je za normálních podmínek stálý, poměrně snadno se slučuje s kyslíkem a halogeny. Ve sloučeninách se selen vyskytuje v mocenství Se2–, Se2+, Se4+ a Se6+. Vyskytuje se jako minerál selen.

## Sloučeniny a využití

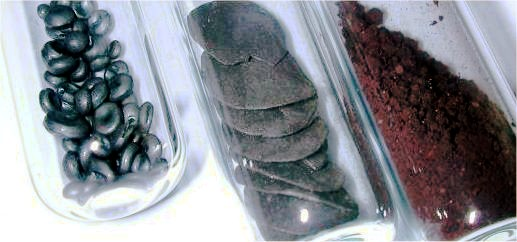
Elementární selen

Oxidy selenu vytváří reakcí s vodou příslušné kyseliny a existují i jejich soli s elektropozitivními prvky, nejstálejší z nich jsou selenany a seleničitany alkalických kovů.
Technologický význam selenu spočívá v současné době ve výrobě fotočlánků. Jedná se o zařízení, která za využití fotoelektrického jevu po ozáření světlem přímo produkují elektrickou energii. Selenidy mědi, gallia a india jsou v tomto směru velmi perspektivními sloučeninami a dnes fungují fotoelektrické články na bázi selenu jako zdroje elektrické energie především v kosmickém výzkumu pro napájení přístrojů na oběžné dráze pomocí solárních panelů.
Fotočlánky s obsahem selenu se však používají i pro měření intenzity dopadajícího světla jako expozimetry, například ve fotoaparátech a kamerách. Také většina kopírovacích a reprodukčních přístrojů je osazena selenovými fotočlánky.
Selen se také dříve používal v laserových tiskárnách na výrobu světlocitlivého válce, který umožňuje samotný tisk. Z důvodu jeho vlivu na životní prostředí již cca od roku 1992 počala být pro světlocitlivý povrch používána organická fotocitlivá fólie (OPC – Organic Photo Conductor). Při tisku se opotřebovává otěrem, obvykle se udává jeho životnost počtem výtisků.

## Selen ve výživě
Přestože většina sloučenin selenu je značně toxická, je zvláště v posledních letech intenzivně zkoumán vliv nedostatku selenu v každodenním potravinovém příjmu.
Bylo zjištěno, že pravidelný snížený příjem selenu v potravě nepříznivě ovlivňuje především kardiovaskulární systém a zvyšuje riziko infarktu myokardu a cévních onemocnění. Nedostatek selenu v potravě těhotných žen může nepříznivě působit na vývoj plodu. Dlouho se předpokládalo, že selen funguje v organizmu jako antioxidant, který likviduje volné radikály, a tím snižuje riziko vzniku rakovinného bujení.[zdroj⁠?!] Podávaný dohromady s multivitamínovými preparáty však selen ve skutečnosti zvyšuje riziko rakoviny prostaty.
Důležité přitom je i to, aby celková denní dávka selenu nepřekročila jistou hranici. Za optimální dávku se v současné době pokládá kolem 60–200 mikrogramů selenu denně.[zdroj⁠?!] Naopak dávky nad 900 mikrogramů denně jsou již toxické, způsobují poruchy trávení, vypadávání vlasů, změny nehtů a deprese.[zdroj⁠?!] Selen je v potravě nejvíce obsažen v ořeších, vnitřnostech a mořských rybách. V současné době je na trhu řada potravinových doplňků, které obsahují optimální denní dávku selenu. Při jejich užívání je však nutno postupovat opatrně, protože pravidelné předávkování selenem (ale i jinými stopovými prvky) může působit negativně.[zdroj⁠?!]
Byly činěny i pokusy o umělé zvyšování obsahu selenu v obilninách, které dále sloužily k přípravě pečiva (např. ve Finsku). Celkově se však tato praxe neujala, protože je jen obtížně kontrolovatelné, jaké množství takto dopovaných potravin jednotliví obyvatelé reálně přijímají a může docházet i k nechtěnému předávkování.[zdroj⁠?!]
V roce 2009 ve Výzkumném ústavu bramborářském v Havlíčkově Brodě skončil pětiletý projekt, zabývající se zvýšením obsahu selenu v bramborách.